# Josephine Hull
Josephine Hull (Newtonville, 3 de enero, según los informes de 1886, pero probablemente 1883 -Bronx, 12 de marzo de 1957) fue una actriz estadounidense. Tuvo una exitosa carrera de 50 años en los escenarios mientras realizaba algunos de sus papeles más conocidos en el cine.

## Antecedentes
Su nombre de nacimiento era Josephine Sherwood y nació en Newtonville, Massachusetts, siendo hija de William H. Sherwood y Mary Elizabeth Tewkesbury. Asistió al New England Conservatory of Music (Boston) y al Radcliffe College, en Cambridge, Massachusetts.

## Carrera
Hull hizo su debut teatral en 1905, y después de algunos años como corista se casó con el actor Shelley Hull (hermano mayor del actor Henry Hull) en 1910. Después de la temprana muerte de su marido, la actriz se retiró hasta 1923, cuando regresó con el nombre de Josephine Hull. Ella y Shelley Hull no habían tenido hijos.
En 1910 tuvo su primer éxito teatral en la obra ganadora del Premio Pulitzer Craig's Wife de George Kelly. Kelly escribió un papel especialmente para ella en su siguiente obra, Daisy Mayme, que también fue puesta en escena en 1926. Ella continuó trabajando en el teatro de Nueva York a lo largo de la década de 1920s. En los años de 1930s y 1940s, Hull apareció en tres éxitos de Broadway, como una chiflada matriarca en You Can't Take It With You (1936), como una viejecilla chiflada y encantadora pero homicida en Arsenic and Old Lace (1941), y en Harvey (1944). Todas las obras eran de largos períodos, y le tomaron diez años de su carrera.
Su última obra teatral de Broadway, The Solid Gold Cadillac (1954-55), más tarde fue llevada al cine la mucho más joven Judy Holliday.

## Cine

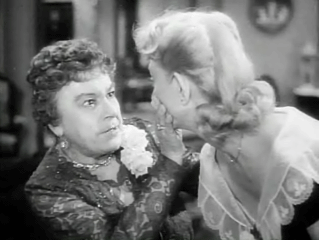
Josephine Hull en el tráiler de la película Harvey.

Hull hizo sólo seis películas, comenzando en 1929 con The Bishop's Candlesticks. Esta fue seguida por dos apariciones en 1932,After Tomorrow (recreando su papel del teatro) y The Careless Lady. En 1938 perdió la oportunidad de recrear de su papel en You Can't Take It With You, ya que aún estaba en escena con el espectáculo. En su lugar apareció Spring Byington en la versión cinematográfica. Hull y la canadiense Jean Adair interpretaron a las hermanas Brewster en la película Arsenic and Old Lace de 1944 (protagonizada por Cary Grant), y también estuvo en la versión cinematográfica de Harvey, interpretando a la hermana de James Stewart.
Fue por ese papel que Hull ganó su Oscar a la mejor actriz de reparto; esa fue su única nominación. Después Hull hizo sólo una película más, The Lady from Texas (1951); también apareció en la versión de CBS-TV de Arsenic and Old Lace en 1944, con Ruth McDevitt, una actriz que a menudo sucedía a Hull en sus papeles en Broadway, como su hermana.
Hull, se retiró en 1955, y murió en El Bronx en 1957 de una hemorragia cerebral.

## Filmografía
| Año  | Película                  | Personaje               | Observaciones                                                                                                 |
| ---- | ------------------------- | ----------------------- | --- |
| 1929 | The Bishop's Candlesticks |                         | |
| 1932 | Careless Lady             | Tía Cora                | |
| 1932 | After Tomorrow            | Sra. Piper              | |
| 1944 | Arsenic and Old Lace      | Tía Abby Brewster       | |
| 1950 | Harvey                    | Veta Louise Simmons     | Ganadora del Óscar a la Mejor Actriz de Reparto Ganadora del Globo de Oro a la Mejor Actriz de Reparto - Cine |
| 1951 | The Lady from Texas       | Señorita Birdie Wheeler | |

## Premios y distinciones
Premios Óscar
| Año  | Categoría               | Película            | Resultado |
| ---- | ----------------------- | ------------------- | --------- |
| 1951 | Mejor actriz de reparto | El invisible Harvey | Ganadora  |